# Aino Ackté
Aino Ackté, właśc. Achté, zam. Jalander (ur. 23 kwietnia 1876 w Helsinkach, zm. 8 sierpnia 1944 w Nummela) – fińska śpiewaczka operowa, sopran.

## Życiorys
Była córką dyrygenta Lorenza Nikolaia Achtégo i śpiewaczki Emmy Strömer-Achté. W latach 1894–1897 studiowała w Konserwatorium Paryskim u Edmonda Duvernoya, Alfreda Girodeta i Paula Vidala. Na scenie zadebiutowała w 1897 roku w Opéra de Paris rolą Małgorzaty w Fauście Charles’a Gounoda. Występowała razem z Janem Reszkem. W 1903 roku śpiewała w Warszawie. W 1904 roku debiutowała na deskach Metropolitan Opera w Nowym Jorku, a w 1907 roku w Covent Garden Theatre w Londynie. W 1910 roku wystąpiła w tytułowej roli w brytyjskiej premierze Salome Richarda Straussa. W późniejszych latach występowała głównie na scenach fińskich. Od 1928 do 1930 roku prowadziła klasę śpiewu w konserwatorium w Helsinkach. W latach 1938–1939 pełniła funkcję dyrektora Fińskiej Opery Narodowej.
Zasłynęła przede wszystkim rolami w operach Richarda Wagnera, Richarda Straussa i Charles’a Gounoda. Do jej popisowych ról należały Elżbieta w Tannhäuserze, Senta w Holendrze tułaczu, Julia w Romeo i Julii, Ofelia w Hamlecie, Gilda w Rigoletcie, Nedda w Pajacach. Napisała libretto do opery Aarre Merikanto Juha. Opublikowała książki Minnen och fantasier (wyd. Sztokholm 1916), Muistojeni kirja (wyd. Helsinki 1925) i Taiteeni taipaleelta (wyd. Helsinki 1935).